# H32-es busz (Nyíregyháza)
A nyíregyházi H32 jelzésű autóbuszok a belvárosi autóbusz-állomás és a várostól délre fekvő Nyírjes I. és Nagyszállás szórványtelepülések között közlekednek. A külterületi (H jelzésű) autóbuszvonalat Nyíregyháza autóbuszvonal-hálózatának részeként a Volánbusz üzemelteti.

## Közlekedése
A busz az autóbusz-állomást köti össze Nyírjes I. és Nagyszállás szórványtelepülésekkel, a belvároson keresztül, a kórházat is érintve. A busz útvonala a külterületi szakasztól eltekintve megegyezik a 2-es és 2Y buszéval (a három busz útvonala Borbánya, ABC megállóig teljesen megegyezik). Nyírjesre nem minden járat tér be. A szakaszhatár Borbánya, Lakatos u. megállóhely. A vonal aNyíregyháza–Vásárosnamény-vasútvonalat szintbeli keresztezésben metszi. 
2007. február 23. és 2013. május 1. között rugalmas közlekedési rendszer volt érvényben a vonalon, az autóbuszok csak előzetes igénybejelentés és helyfoglalás esetén közlekedtek.

## Megállóhelyei
A belterületi szakaszon párhuzamos 2-es és 2Y testvérjárat nincs feltüntetve az átszállási kapcsolatok között!
A Nyírjesbe betérő járatok menetideje 4 perccel hosszabb.
| H32 (Autóbuszállomás – Nyírjes – Nagyszállás) |                                 |                 | |                                                                                            |
| Menetidő (perc)                               | Megállóhely                     | Menetidő (perc) | Átszállási kapcsolatok | Fontosabb létesítmények                                                                    |
| 0                                             | Autóbusz-állomás                | 30              | 1, 1A, 3, 4, 4Y, 6, 16, 24, 40, H31, H31X, H31Y, H33, H35, H40, H40L 1059, 1341, 1369, 1370, 1424, 1426, 1427, 1446, 1449, 3881, 3887, 4200, 4201, 4202, 4203, 4205, 4206, 4207, 4208, 4209, 4210, 4211, 4212, 4213, 4214, 4215, 4216, 4217, 4218, 4219, 4220, 4221, 4222, 4224, 4225, 4231, 4232, 4233, 4234, 4235, 4236, 4237, 4238, 4239, 4240, 4243, 4253, 4303, 4304 | Nyíregyházi autóbusz-állomás, Petőfi Sándor park                                           |
| 2                                             | Mező u. 5.                      | ∫               | 4, 4Y, 14, 14F, 17, 17T, 19, 23, 23G, 40, H40 Volánbusz |                                                                                            |
| ∫                                             | Konzervgyár                     | 27              | 1, 1A, 4, 4Y, 12, 14, 14F, H40 |                                                                                            |
| 3                                             | Rákóczi u. 50.                  | ∫               | 4215, 4219, 4220, 4222, 4225, 4238 | Evangélikus kistemplom                                                                     |
| ∫                                             | Mező u.                         | 26              | 4, 4Y, 14, 14F, 17, 17T, 19, 23, 23G, 40, H40 |                                                                                            |
| 4                                             | Búza tér                        | 24              | 7, 14, 14F, 15, 18, 18A, 23, 23G, H33 Volánbusz |                                                                                            |
| 5                                             | Vay Ádám krt.                   | 22              | 4, 4Y, 13, 14, 14F, 17, 17T, 23, 23G, H33 3887, 4205, 4206, 4207, 4208, 4215, 4219, 4220, 4222, 4225, 4233, 4234, 4236, 4238, 4253 | Korzó Bevásárlóközpont                                                                     |
| 7                                             | Kodály Zoltán Ált. Iskola       | 21              | 4, 4Y, 5, 5A, 7, 11, 13, 15, 17, 17T, 18, 18A, 23, 23G | Kodály Zoltán Általános Iskola, Váci Mihály Kulturális Központ, Nemzeti Adó- és Vámhivatal |
| 9                                             | Bujtos u.                       | 20              | 4, 4Y, 5, 5A, 7, 11, 13, 15, 18, 18A, 23, 23G 4215, 4219, 4220, 4222, 4225, 4238 | Nyíregyházi Járásbíróság                                                                   |
| 12                                            | Luther ház                      | ∫               | | Nyíregyházi evangélikus templom                                                            |
| ∫                                             | Inczédy sor                     | 18              | 5, 5A, 6, 23, 23G Volánbusz |                                                                                            |
| 15                                            | Kórház                          | 16              | 5, 5A, 23, 23G 4216, 4217, 4218, 4219, 4220, 4221, 4222, 4224, 4225, 4232, 4237, 4238 | Jósa András Kórház (főbejárat)                                                             |
| 17                                            | Zimony u.                       | 14              | |                                                                                            |
| 19                                            | Kéményseprő u.                  | 12              | Nyíregyháza–Vásárosnamény | Nyíregyháza külső vasútállomás                                                             |
| 21                                            | Lujza u.                        | 11              | 4219, 4220, 4221, 4222, 4225, 4238 |                                                                                            |
| 22                                            | Tünde u.                        | 10              | |                                                                                            |
| 23                                            | Borbánya, ABC                   | 9               | 4219, 4220, 4221, 4222, 4225, 4238 | Borbányai piac, Szent László-templom                                                       |
| 24                                            | Borbánya, iskola                | 8               | | Nyíregyháza-Borbányai evangélikus templom                                                  |
| 25                                            | Borbánya, Lakatos u.            | 7               | 4219, 4220, 4225, 4232 |                                                                                            |
| 28                                            | Nyírjesi elágazás               | 4               | 4219, 4220, 4225 |                                                                                            |
| *                                             | Nyírjes                         | *               | | Nyírjes I.                                                                                 |
| *                                             | Nyírjesi elágazás               | *               | 4219, 4220, 4225 |                                                                                            |
| 30                                            | Nagyszállás, autóbusz-váróterem | 2               | 4218, 4219, 4220, 4221, 4222, 4225, 4238 |                                                                                            |
| 31                                            | Nagyszállás, temető             | 1               | |                                                                                            |
| 32                                            | Nagyszállás                     | 0               | | Nagyszállás                                                                                |